# ブランドン・ジャワト
ブランドン・ジャワト（Brandon Jawato、1993年6月3日 - ）は、インドネシアの男子プロバスケットボール選手である。ポジションはスモールフォワード。

## 来歴
ハワイ大学でNCAA1部出場。
卒業後はインドネシア国内でプロデビューし、2021年、Bリーグの宇都宮ブレックスと契約。
その後、2022年シーホース三河と契約

### インドネシア代表
インドネシア代表としてFIBAアジアカップ2021予選に出場し、2020年11月28日のタイ戦では22得点8リバウンド8アシストを記録。

## 経歴
- ハワイ大 - Pelita Jaya Bakrie Jakarta（2016） - CLS Knights Indonesia（2018-19） - Indonesia Patriots（2019-20） - 宇都宮ブレックス（2021-22） -シーホース三河 （2022-23）